# Dognina guasca
Dognina guasca är en fjärilsart som beskrevs av William Schaus 1933. Dognina guasca ingår i släktet Dognina och familjen tandspinnare. Inga underarter finns listade i Catalogue of Life.